# 索普林區
索普林區（西班牙語：Distrito de Soplin），是秘魯的一個區，位於該國東北部洛雷託大區的雷克納省，始建於1946年7月20日，面積4,711.38平方公里，海拔高度123米，2005年人口665，人口密度每平方公里0.14人。